# Papradnianka
Die Papradnianka ist ein 21,3 Kilometer langer rechter Zufluss der Waag im Okres Považská Bystrica in der Slowakei. Sie ist Teil des Stromgebiets der Donau.
Die Papradnianka entspringt im Javorník-Gebirge an der Grenze zur Tschechischen Republik südlich des Malý Javornik  (1019 m) auf einer Quellhöhe von rund 860 m, fließt zunächst kurz in nordöstlicher Richtung, wendet sich aber bei Podjavornik nach Südosten, durchfließt die Orte Papradno, Brvnište  und Jasenica und mündet oberhalb von Považská Bystrica auf einer Höhe von 287,5 m in die Waag.